# Альт-Трептов
Альт-Трептов (нем. Alt-Treptow) — район Берлина в административном округе Трептов-Кёпеник.

## Расположение
Альт-Трептов расположен на юго-востоке Берлина, и половину его территории занимает Трептов-парк. Граничит с Плантервальд, Нойкельном, районами Фридрихсхайн и Кройцберг. На севере примыкает к Шпрее, на которой расположен островок под названием Инзель дер Югенд (нем. Insel der Jugend — Остров Молодости), который тоже относится к территории района.

## История
Место впервые заселёно в VI веке славянами. Впервые упоминается в письменных источниках 1568 году с названием Требов (Trebow). Похожая славянская ономастика: требовяне, Тшебница, Теребовль, Требовое, Треповка, Треповы.
22 января 1876 года усадебный округ Трептов королевским указом был преобразован в сельскую общину Трептов. Площадь примерно соответствовала сегодняшним районам Трептов, Плентервальд и Баумшуленвег. В 1876 году сельская община состояла из 37 имений и насчитывала 567 жителей.
В 1920 году образован Трептовский район, который был включен в состав Большого Берлина. Новый район достиг юга района Бонсдорф. Район Трептов включал территорию между Кройцбергом, Нойкельном, Стралау и кольцевой дорогой, а также Трептов-парком. В 2001 году, после последней административной реформы в Берлине, этому району было присвоено название Альт-Трептов.

## Транспорт

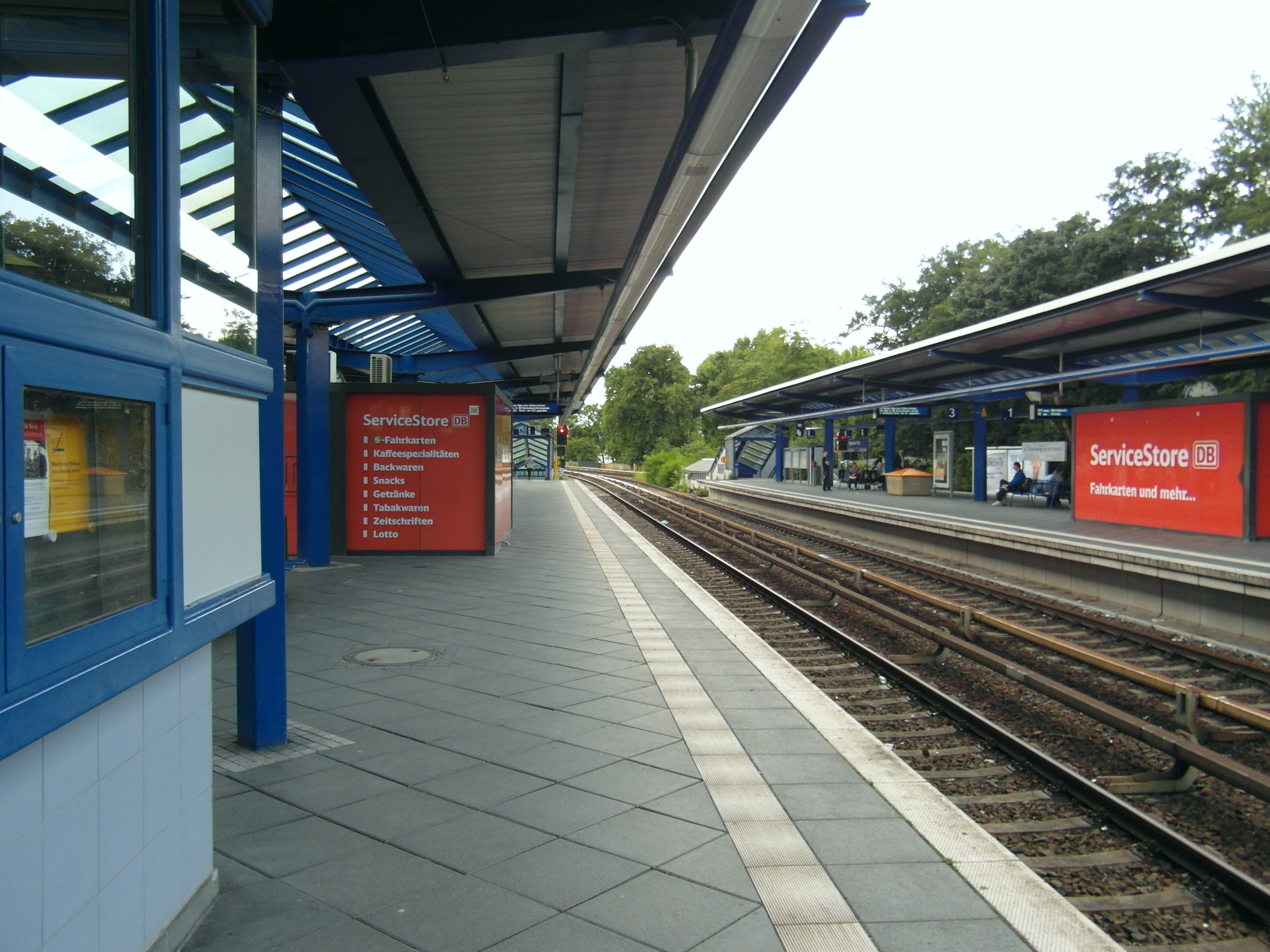
Станция Berlin Treptower Park

На территории района расположена станция Berlin Treptower Park, которая обслуживается S-Bahn на линиях S4, S8, S85 и S9.